# Microcharis latifolia
Microcharis latifolia là một loài thực vật có hoa trong họ Đậu. Loài này được Benth. mô tả khoa học đầu tiên.